# Mezey László Miklós
Mezey László Miklós (Budapest, 1953. december 2. –) magyar író, kritikus, irodalomtörténész, szerkesztő.

## Életútja
1977-ben kapott oklevelet a szegedi Juhász Gyula Tanárképző Főiskola magyar–történelem szakának elvégzésekor, majd 1981-ben szerzett középiskolai magyar nyelv és irodalom tanári képesítést a budapesti ELTE bölcsészkarán.
1977 és 1987 között a Fővárosi Szabó Ervin Könyvtár központi könyvtárában dolgozott bibliográfusként. 1982 és 1987 között a Könyvtári Híradó című havi lap felelős szerkesztője volt. 1987 és 2003 között az Országos Széchényi Könyvtár Könyvtártudományi és Módszertani Központjában (azóta Könyvtári Intézet) dolgozott mint az Új Könyvek című, két hetente megjelenő könyvtári állománygyarapítási tanácsadó füzet irodalom- és történettudományi szakszerkesztője. Emellett 1991–1992-ben felelős szerkesztője volt az Eseménynaptár című, negyedévente megjelenő könyvtári tanácsadó és módszertani periodikának. 2004 januárja óta a Könyv, Könyvtár, Könyvtáros című országos szakfolyóirat munkatársa, 2007 nyarától felelős szerkesztője. 2016 decemberében vonult nyugdíjba.

## Munkássága
1982 óta megjelenő irodalomtörténeti tanulmányai, recenziói, kritikái, esszéi főként a határon túli magyar irodalommal – azon belül is a két világháború közötti szlovákiai magyar irodalommal – foglalkoznak, de számos írást publikált a 20. századi magyar irodalom más területeiről, témáiról, alkotóiról és korszakairól. Az Új Forrás (1994, 1995) és a Napút (2018, 2023) nívó-díjasa.

## Megjelent művei
- (Pobori Ágnessel) 20 történelmi arckép a 20. század magyar történelméből (Budapest., 1991. Trezor Kiadó)
- Helytörténész Könyvtárosok I. Országos Tanácskozása. Vác, 1994. július 27-29.; Szerk. Mezey László Miklós (Budapest–Szentendre, 1995. OSZK Könyvtártudományi és Módszertani Központ -- Magyar Könyvtárosok Egyesülete)
- Móricz Zsigmond Úri muri (Budapest, 1998. Akkord Kiadó /Talentum műelemzések sorozat/, 2. kiad. 2005.)
- Szlovenszkói Helikon. Egy nemzedék és egy irodalom születése. Tanulmányok; (Budapest, 1999. Hungarovox)
- Határtalan irodalmunk. Tanulmányok a szlovákiai magyar irodalom fél évszázadáról; Budapest., 2001. Hungarovox)
- Felelős irodalom (Pomáz, 2006. Kráter Műhely Egyesület)
- Madártávlat. Könyvtárosok irodalmi antológiája; Szerk. Mezey László Miklós. (Budapest.– Gödöllő, 2008. Magyar Könyvtárosok Egyesülete)
- Vissza (Elbeszélések) (Pomáz, 2012. Kráter Műhely Egyesület)
- Határ (Elbeszélések) (Budapest, 2019. Hét Krajcár Kiadó)
- Ullrich Ágoston: E parlagon, mondd, mit jársz, én Uram? Szerk. Mezey László Miklós.(Budapest, 2019. 3BT Kiadó)
- Egyedül (Elbeszélések) (Feketeerdő, 2024. Mosonvármegye Kiadó)
- Kötetein kívül mintegy 600 írása jelent meg antológiákban, irodalmi és kulturális folyóiratokban (Új Forrás, Forrás, Napjaink, Árgus, PoLíSz, Hitel, Honismeret, Vár, Székelyföld, Aracs, Napút Online stb.) és a könyvtári szaksajtóban. Számos könyvet, kiadványt szerkesztett, utószókat írt. Rövid prózákat is publikál.